# Julian Warzecha
Julian Warzecha (ur. 23 lipca 1944 w Spytkowicach, zm. 12 stycznia 2009 w Ołtarzewie) – ksiądz pallotyn, profesor dr hab., teolog - biblista.
Święcenia kapłańskie przyjął 14 czerwca 1970 w Spytkowicach z rąk bp. Albina Małysiaka. W 1981 obronił licencjat kanoniczny z nauk biblijnych na Papieski Instytut Biblijny w Rzymie. Doktorat obronił na KUL w 1977. Habilitował się na ATK w 1990, a w uzyskał tytuł profesora. Był członkiem zwyczajnym Stowarzyszenia Biblistów Polskich. Wykładał na UKSW oraz w Wyższym Seminarium Duchownym Księży Pallotynów w Ołtarzewie.
Ks. Warzecha jako swoich nauczycieli wymieniał:
ks. prof. Stanisława Łacha, ks. prof. Lecha Stachowiaka, ks. prof. Maurice'a Gilberta, ks. prof. Roberta Notha (z Biblicum).
Ks. Warzecha w ostatnich latach życia zmagał się z ciężką chorobą.

## Publikacje
- Znaczenie i pochodzenie biblijnej formuły "posłać słowo", Warszawa 1990. ISBN 83-7014-137-4
- Dawny Izrael. Od Abrahama do Salomona, Warszawa 1995. ISBN 83-7072-055-2
- Idźcie i wy. Z zagadnień biblijnej teologii apostolstwa, Ząbki 1996. ISBN 8370310734
- Historia dawnego Izraela, Warszawa 2005. ISBN 83-7072-362-4

Ponadto jest autorem licznych artykułów i tłumaczeń w prasie specjalistycznej. 
Ks. Warzecha był członkiem redakcji naukowej Biblii Paulistów (ISBN 83-7424-076-8) Edycji Świętego Pawła z 2005 (m.in. wraz z innym pallotynem ks. Franciszkiem Mickiewiczem), a także pierwszego wydania polskiej Biblii ekumenicznej (Pismo Święte Nowego Testamentu i Psalmy. Przekład ekumeniczny z języków oryginalnych, Warszawa 2001. ISBN 83-85260-27-7).